# Српско приморје
Српско поморје или Поморска земља, односно Српско приморје или Приморска Србија (лат. Serbia Maritima), називи су за историјску област која је током средњовековног раздобља обухватала српске земље на источној обали Јадранског мора, првенствено у јужној и средњој Далмацији и непосредном залеђу, обухватајући простор од ушћа реке Цетине на северу до Скадарског језера на југу. Током средњег века, у српско поморје су спадале: Неретљанска крајина, Захумље, Травунија, Конавли и Дукља, односно Зета. У различитим периодима, тим областима су владале српске династије Властимировића, Војислављевића, Немањића, Балшића, Црнојевића и Косача.

## Опсег
Српско поморје се простирало од Скадарског језера на југу, од ушћа реке Цетине на северу, изузимајући Дубровник. Током раног средњег века, на том подручју су створене српске кнежевине Дукља, Травунија, Конавли, Захумље и Неретљанска кнежевина.
Све ове области, које су лежале у залеђу Горње Далмације, означаване су за време владавине династије Немањића као „Поморска земља”. У позном средњем веку, приморски градови у области Поморја су постепено потпали под власт Млетачке републике, а областима у залеђу су потом овладали Турци. Током Првог светског рата, силе Антанте су Лондонским уговором из 1915. године предвиделе да поменуте области након рата припадну Србији и Црној Гори. Од распада Југославије, поменуте области се највећим делом налазе у саставу Црне Горе, Босне и Херцеговине и Хрватске.

## Назив
Назив области среће се у различитим облицима: Српско поморје, Поморска земља, Приморје, Приморске земље. Српске земље у држави Немањића биле су подељене у две категорије: загорске и поморске. У поморске земље улазиле су Зета, Хум и Травунија с Конавлима, а у загорске Рашка, Босна и остале. Већ крајем 12. века, Вукан Немањић се као владар Дукље и Травуније потписивао и као владар Далмације, што се односило на тадашњу Горњу Далмацију, односно на обалски појас од Бојане до Неретве. У 13. веку пуна титула владара Србије, у којој су наведене приморске земље: Зета, Хум, Далмација и Травунија, биле су замењене тратком титулом, у којој су те земље означене једним термином - Поморске земље. Повеље су почињале интитулацијом: „Ја грешни Стефан, венчани краљ, намесник господин свих српских земаља и Дукље и Далмације и Травуније и Хумске земље”, а завршавале су се потписом који је гласио: „Стефан, по милости божјој венчан краљ и самодржац свих српских земаља и поморских”.
Појам Поморје присутан је у титулама владара Србије и Босне. Тако се нпр. српски краљ Стефан Радослав у 13. веку титулисао као „краљ Србије Поморја”. За време свог краљевања Стефан Душан се у хрисовуљи Хтетовском манастиру из 1343. потписује као „Стефан у Христа Бога верни краљ и Богом самодржац свих српских и поморских и грчких земаља”. Цар Стефан Душан носио је титулу „самодршца Срба и Грка, Поморја и Западних страна”. Међутим, у Душановој титули, како је доказао професор Динић, Поморје означавало је не старе земље Немањића, него нове, које су освојене у Византији. У другим Душановим повељама среће се синтагма „приморска земља”. После изумирања царске династије Немањића босански бан Твртко I крунисао се 1377. у српском манастиру Милешеви у гробу светога Саве као „краљ Срба, Босне, Поморја и Западних страна”. У повељи краљ Твртка I Дубровнику од 10. априла 1378. године пише:
И дођох у земљу Поморску, и дођох овде у славан и добропоштен град Дубровник…
У црквенословенском језику обично се користила реч „Поморје”, а у народном језику „Приморје”. У Босни термин „Поморје”, који је означавао српске земље, постепено је замењен термином „Приморје”. Титула босанског краља Стефана Дабише (1392–1398) гласила је: „Стефан Дабиша, по милости божјој краљ Срба, Босне и Приморја”.

## Историја
Током 6. века Далмацију су населили Срби. Притом су њен северни део населили Хрвати, а јужни Срби. Археолошки подаци сведоче о насељавању Срба на територији Дукље и Травуније крајем 6. века. Низ градова на јадранској обали налазили су се у периоду од 7. до 10. века под влашћу Византије, а становништво у њима говорило је романским језицима.
Франачки хроничар Ајнхард је у својим „Аналима Франачког краљевства” (Annales Regni Francorum) забележио, под 822. годином, да су Срби народ који држи велики део Далмације (ad Sorabos, quae natio magnam Dalmatiae partem obtinere dicitur).
Током 9. века у јужној Далмацији југоисточно од реке Цетине настале су српске кнежевине Дукља, Травунија, Захумље и Паганија, које су биле раздвојене планинским венцима. Временом је у тим областима преовладало је западно хришћанство, а у континенталним областима, укључујући Рашку, источно. Према одлуци црквеног сабора у Сплиту, који се састао 925. године у присуству захумског кнеза, Захумље је прешло под јурисдикцију Сплитске надбискупије. Центар српске државности дуго времена се померао из приморских области дубоко у унутрашњост и обратно. Дукљом, Травунијом и Захумљем периодично су управљали жупани из Рашке током 9. и 10. века. Дукља је међутим успела да сачува политичку независност. Године 1018. приморске области заједно с осталим српски земљама потпали су под власт Византије.
Извесну самосталност у управи имали су приморски градови Котор, Будва, Бар, Скадар, Улцињ и други. У тим градовима живело је романизовано становништво које је углавном говорило романским дијалектима. Славизација у тим градовима почела је тек у 10/11., а завршила се у 12. веку. О историји једне приморске земље, Дукљи, извештава Летопис попа Дукљанина. Неко време Дукља је ујединила под своју власт све српске земље, укључујући Зету, Травунију, Захумље, Рашку и Босну. Међутим, после смрти дукљанског краља Константина Бодина уједињена држава се распала.
Српски кнез Стефан Немања покушао је да освоји Дубровник, али је претрпио неуспех и 1186. године закључио с градом мировни споразум. Најбоље односе са унутрашњим српским областима имао је приморски град Котор. Године 1366. Зета се отцепила од српске државе. У 15. веку после дуготрајног рата са Венецијом изгубљено је цело Зетско приморје, укључујући градове Котор, Скадар, Леш и Улцињ и област Паштровића. Године 1333. будући српски цар Душан продао је Дубровчанима полуострво Стонски рат. Године 1398. године у састав Дубровачке републике ушли су и области Конавле и Приморје, а 1410. године и острва Корчула, Брач и Хвар.
Стефан Котроманић је у 14. веку присајединио Босанској држави Хум - обалу од Омиша до Дубровника. У време владавине угарског краља Лудовика Великог део Хума између река Неретве и Детине потпао је под власт Угарске. После Лудовикове смрти Босна је вратила Хум, као и Котор и неке друге земље. У 15. веку приморске земље су се неко време налазиле у саставу Војводства Светога Саве.

### Наслеђе
Током 15. века, српске приморске области су највећим делом потпале под османску власт, док је мањи део остао под млетачком влашћу. Османски део је био подељен измеђи два санџака, Херцеговачког и Скадарског, док је млетачки део био подељен између Млетачке Далмације и Млетачке Албаније.
Од 1809. до 1815. године налазили су се саставу Илирских провинција. После тога прикључене су Хабзбуршкој монархији, односно Краљевини Далмацији. Званичан језик у Далмацији био је италијански. Према плану о обнови српске државе Начертанију, који је 1844. године саставио Илија Гарашанин, Србија је требало да добије излаз на Јадранско море присаједињењем Црне Горе и Северне Албаније. У Југославији старо Српско приморје улазило је у састав Приморске и Зетске бановине. Приморска бановина је 1939. године ушла у састав Хрватске бановине. После Другог светског рата Српско приморје нашло се у саставу федералних јединица Хрватске, Црне Горе и БиХ (подручје града Неума).

## Извори и литература
Извори
- Кунчер, Драгана (2009). Gesta Regum Sclavorum. 1. Београд-Никшић: Историјски институт, Манастир Острог.
- Живковић, Тибор (2009). Gesta Regum Sclavorum. 2. Београд-Никшић: Историјски институт, Манастир Острог.
- Мијушковић, Славко, ур. (1988) [1967]. Љетопис попа Дукљанина (2. изд.). Београд: Просвета & Српска књижевна задруга.
- Moravcsik, Gyula, ур. (1967) [1949]. Constantine Porphyrogenitus: De Administrando Imperio (2. изд.). Washington: Dumbarton Oaks Center for Byzantine Studies.
- Mošin, Vladimir, ур. (1950). Ljetopis popa Dukljanina. Zagreb: Matica hrvatska.
- Острогорски, Георгије; Баришић, Фрањо, ур. (1966). Византијски извори за историју народа Југославије. 3. Београд: Византолошки институт.
- Острогорски, Георгије; Баришић, Фрањо, ур. (1971). Византијски извори за историју народа Југославије. 4. Београд: Византолошки институт.
- Pertz, Georg Heinrich, ур. (1845). Einhardi Annales. Hanover.
- Scholz, Bernhard Walter, ур. (1970). Carolingian Chronicles: Royal Frankish Annals and Nithard's Histories. University of Michigan Press.
- Thurn, Hans, ур. (1973). Ioannis Scylitzae Synopsis historiarum. Berlin-New York: De Gruyter.
- Ферјанчић, Божидар (1959). „Константин VII Порфирогенит”. Византиски извори за историју народа Југославије. 2. Београд: Византолошки институт. стр. 1—98.
- Flusin, Bernard; Cheynet, Jean-Claude, ур. (2003). John Scylitzès: Empereurs de Constantinople. Paris: Lethielleux.
- Шишић, Фердо, ур. (1928). Летопис Попа Дукљанина. Београд-Загреб: Српска краљевска академија.
- Wortley, John, ур. (2010). John Skylitzes: A Synopsis of Byzantine History, 811–1057. New York: Cambridge University Press.

Литература
- Атанасовски, Вељан (1979). Пад Херцеговине. Београд: Историјски институт.
- Божић, Иван (1970). „Доба Балшића (други део)” (PDF). Историја Црне Горе. 2 (2). Титоград: Редакција за историју Црне Горе. стр. 49—133.
- Божић, Иван (1970). „Зета у Деспотовини” (PDF). Историја Црне Горе. 2 (2). Титоград: Редакција за историју Црне Горе. стр. 135—275.
- Божић, Иван (1970). „Владавина Црнојевића” (PDF). Историја Црне Горе. 2 (2). Титоград: Редакција за историју Црне Горе. стр. 277—370.
- Божић, Иван (1979). Немирно Поморје XV века. Београд: Српска књижевна задруга.
- Божић, Иван (1982). „Распад млетачког система у Приморју”. Историја српског народа. 2. Београд: Српска књижевна задруга. стр. 403—413.
- Бубало, Ђорђе (2016). Српска земља и поморска у доба владавине Немањића. 1. Београд: Филип Вишњић.
- Влачић, Љубо (1901). Из прошлости српске области неретљанске. Мостар: Издавачка књижарница и штампарско-умјетнички завод Пахера и Кисића.
- Vlačić, Ljubo (1903). Iz prošlosti srpske oblasti neretljanske. Dubrovnik: Srpska dubrovačka štamparija A. Pasarića.
- Ђекић, Ђорђе Н.; Павловић, Милош Н. (2016). „Drosiaco, Marianorum iudice” (PDF). Зборник радова Филозофског факултета у Приштини. 46 (4): 243—253.
- Живковић, Тибор (2002). Јужни Словени под византијском влашћу (600–1025). Београд: Историјски институт САНУ, Службени гласник.
- Живковић, Тибор (2004). Црквена организација у српским земљама: Рани средњи век. Београд: Историјски институт САНУ, Службени гласник.
- Живковић, Тибор (2012). „Неретљани - пример разматрања идентитета у раном средњем веку” (PDF). Историјски часопис. 61: 11—25. Архивирано из оригинала (PDF) 24. 03. 2018. г. Приступљено 20. 07. 2018.
- Јанковић, Ђорђе (2007). Српско Поморје од 7. до 10. столећа (PDF). Београд: Српско археолошко друштво.
- Ковачевић, Јован (1967). „Од доласка Словена до краја XII вијека” (PDF). Историја Црне Горе. 1. Титоград: Редакција за историју Црне Горе. стр. 279—444.
- Коматина, Предраг (2011). „Византијска титула Константина Бодина”. Зборник радова Византолошког института. 48: 61—76.
- Коматина, Предраг (2012). „Србија и Дукља у делу Јована Скилице”. Зборник радова Византолошког института. 49: 159—186.
- Коматина, Предраг (2014). „Идентитет Дукљана према De administrando imperio”. Зборник радова Византолошког института. 51: 33—46.
- Кораћ, Војислав (1965). Градитељска школа Поморја. Београд: Научно дело.
- Максимовић, Љубомир (1964). „О времену доласка Неретљана на далматинска острва”. Зборник Филозофског факултета у Београду. 8 (1): 145—152.
- Маловић-Ђукић, Марица (1996). „Српски приморски градови и Медитеран у средњем веку”. Европа и Срби: Међународни научни скуп. Београд-Нови Сад: Историјски институт САНУ, Православна реч. стр. 135—142.
- Мишић, Синиша (1996). Хумска земља у средњем веку. Београд: DBR International Publishing.
- Мишић, Синиша (2014). Историјска географија српских земаља од 6. до половине 16. века. Београд: Магелан Прес.
- Спремић, Момчило (1982). „Припајање Зете Деспотовини и ширење млетачке власти у Приморју”. Историја српског народа. 2. Београд: Српска књижевна задруга. стр. 195—204.
- Ћирковић, Сима (1970). „Зета у држави Немањића” (PDF). Историја Црне Горе. 2 (1). Титоград: Редакција за историју Црне Горе. стр. 3—93.
- Ћирковић, Сима (1970). „Доба Балшића (први део)” (PDF). Историја Црне Горе. 2 (2). Титоград: Редакција за историју Црне Горе. стр. 3—48.
- Ћирковић, Сима (1981). „Осамостаљивање и успон дукљанске државе”. Историја српског народа. 1. Београд: Српска књижевна задруга. стр. 180—196.
- Фарчић, Антоније П. (1965). „О постанку краљевске власти код приморских Срба”. Историјски записи. 18 (22): 405—428.
- Fine, John Van Antwerp Jr. (1991) [1983]. The Early Medieval Balkans: A Critical Survey from the Sixth to the Late Twelfth Century. Ann Arbor, Michigan: University of Michigan Press.
- Fine, John Van Antwerp Jr. (1994) [1987]. The Late Medieval Balkans: A Critical Survey from the Late Twelfth Century to the Ottoman Conquest. Ann Arbor, Michigan: University of Michigan Press.
- Curta, Florin (2006). Southeastern Europe in the Middle Ages, 500–1250. Cambridge: Cambridge University Press.